# Characoma chamaeleon
Characoma chamaeleon är en fjärilsart som beskrevs av Heinrich Benno Möschler 1890. Characoma chamaeleon ingår i släktet Characoma och familjen trågspinnare. Inga underarter finns listade i Catalogue of Life.